# 拉里莎·克羅貝尼科娃
拉里莎·克羅貝尼科娃（俄语：Лариса Коробейникова，1987年3月26日—），俄羅斯劍擊運動員，她代表俄羅斯奧林匹克委員會隊參加了日本舉行的2020年夏季奧林匹克運動會，並且在女子個人花劍比賽上獲得銅牌、女子團體花劍比賽上獲得金牌。